# Tony Kaye (regizor)
Tony Kaye (n. 8 iulie 1952) este un regizor, scenarist și producător britanic.

## Filmografie
- American History X (1998)
- Lake of Fire (2006) (documentar)
- Black Water Transit (2009)
- Detachment (2011)